# Ungarsk syren
Ungarsk syren (Syringa josikaea) er en stor, løvfældende busk med en tæt, tragtformet vækst. Hovedgrenene er stift oprette med let opstigende sidegrene. Blomsterne sidder i endestillede aks med lilla blomster, der har en tung og næsten ubehagelig duft.

## Beskrivelse
Barken er først glat og olivengrøn med lyse korkporer. Senere bliver den grå med ophøjede porer. Knopperne er modsatte, kegleformede og tilliggende. Farven er lysegrøn, men senere noget mere brunlig. Bladene er bredt elliptiske med hel, let bølget rand og let kruset overflade. Oversiden er dybt mørkegrøn, mens undersiden er grågrøn. Løvet ændrer ikke farve om efteråret, men det bliver siddende meget længe. 
Blomstringen sker i maj og juni, hvor blomsterne sidder samlet i endestillede, oprette aks. De enkelte blomster er lilla med lange kronrør og en tung, næsten ubehagelig duft. Frugterne er tørre kapsler, men frøene modner sjældent i Danmark.
Rodnettet består af tætsiddende og fint forgrenede trævlerødder og nogle få, kraftige hovedrødder. Nær jordoverfladen danner planten rodfilt. Denne plante bruges ofte som grundstamme for de podede sorter af Syringa vulgaris (se denne).
Højde x bredde og årlig tilvækst: 3 x 3 m (30 x 30 cm/år).

## Hjemsted
Ungarsk syren foretrækker kalkrig, veldrænet og forholdsvis tør jord. Planten er endemisk i de sydlige og østlige dele af Karpaterne (Apuseni bjergene), hvor den vokser i ca. 800 m.o.h. sammen med bl.a. allemandsharnisk, frynsebregne, skopolaminurt, 
høsttidløs, kranslilje, peberbusk og vedvarende måneskulpe.
| Portal | Portal:Botanik |